# Сеперзад, Хади
Хади Сеперзад (перс. هادی سپهرزاد‎; род. 19 января 1983 или 18 января 1983, Тегеран) — иранский легкоатлет, специалист по многоборьям. Выступал за сборную Ирана по лёгкой атлетике в 2002—2014 годах, чемпион Азии, действующий рекордсмен Ирана в семиборье и десятиборье, участник летних Олимпийских игр в Пекине.

## Биография
Хади Сеперзад родился 19 января 1983 года в Тегеране.
Впервые заявил о себе в лёгкой атлетике на международном уровне в сезоне 2002 года, когда вошёл в состав иранской национальной сборной и выступил на юниорском азиатском первенстве в Бангкоке, где в программе десятиборья стал пятым.
В 2005 году показал седьмой результат на чемпионате Азии в Инчхоне, был вторым на Азиатских играх в помещениях в Дохе и на Западноазиатских играх в Дохе.
На Азиатских играх 2006 года в Дохе финишировал седьмым в десятиборье.
В 2007 году побывал на чемпионате Азии в Аммане, откуда привёз награду серебряного достоинства, выигранную в десятиборье.
В 2008 году получил серебро в семиборье на чемпионате Азии в помещении в Дохе. Благодаря череде удачных выступлений удостоился права защищать честь страны на летних Олимпийских играх в Пекине — набрал в сумме всех дисциплин десятиборья 7483 очка, расположившись в итоговом протоколе соревнований на 22-й строке (впоследствии в связи с дисквалификацией россиянина Александра Погорелова поднялся до 21-й позиции).
После пекинской Олимпиады Сеперзад остался в составе легкоатлетической команды Ирана и продолжил принимать участие в крупнейших международных стартах. Так, в 2009 году он стал пятым на Азиатских играх в помещениях в Ханое и вторым на чемпионате Азии в Гуанчжоу.
В 2010 году одержал победу на домашнем чемпионате Азии в помещении в Тегеране, тогда как на Азиатских играх в Гуанчжоу без результата досрочно завершил выступление.
В 2011 году был лучшим в десятиборье на чемпионате Азии в Кобе, стартовал на Универсиаде в Шэньчжэне и на чемпионате мира в Тэгу.
В 2013 году принял участие в чемпионате Азии в Пуне.
В 2014 году выступил на чемпионате Азии в помещении в Ханчжоу и на Азиатских играх в Инчхоне, где стал пятым в десятиборье.